# László Pali János
László "Pali" János (Istensegíts, 1878. május 16. – Déva, 1959. március 5.) autodidakta néprajzkutató.

## Életútja
Bukovinai szülőfalujában mindössze négy elemit végzett, már gyermekkorában mezőgazdasági idénymunkára járt. 1902-ben Erdélybe költözött s Déván telepedett le. Részt vett a csernakeresztúri és sztrigyszentgyörgyi csángótelep megszervezésében. 1923-ban Dél-Amerikába utazott Csobot Antallal és Herberger Gyula hadnaggyal, egy ottani magyar telep létrehozása érdekében. Ekkor bejárta Argentínát, Urugualyt és Brazíliát. Több ízben a dévai Régi-telep bírája. Tagja volt a Magyar Néprajzi Társaság dévai bizottságának, amely a Hunyad megyébe telepedett bukovinai székelyek tárgyi és szellemi emlékeit összegyűjtötte. Kapcsolatot tartott fenn a Kanadába és Brazíliába vándorolt bukovinai magyarokkal. Cikkei jelentek meg a Déva és Vidéke, valamint a Hunyadvármegye című helyi lapokban.
Gondos adatgyűjtés után 1937-ben fejezte be A Bukovinában élő (élt) magyarság és kirajzásának története 1762-től 1914-ig című monográfiát. A megíráshoz segítséget kapott Szádeczky Lajos történésztől, ösztönzést Gyallay Domokostól. A bécsi Hadi Levéltárból szerezte meg Gróza Péter segítségével az 1774–87-es időszak azon adatait, amelyek a bukovinai magyar telepekre vonatkoznak. A monográfia kézirata az MTA Néprajzi Osztályához került.
Írt egy regényt is a "nagyháború" idejéről Jancsi visszatér címmel, ennek s feljegyzéseinek nyoma veszett.

## Művei
- A Bukovinában élő (élt) magyarság és kirajzásainak története 1762-től 1914-ig, az első világháború kitöréséig. Kolozsvár: Kriterion. 2005. ISBN 973-26-0833-1